# Dialogue entre l'Église catholique et l'Église orthodoxe

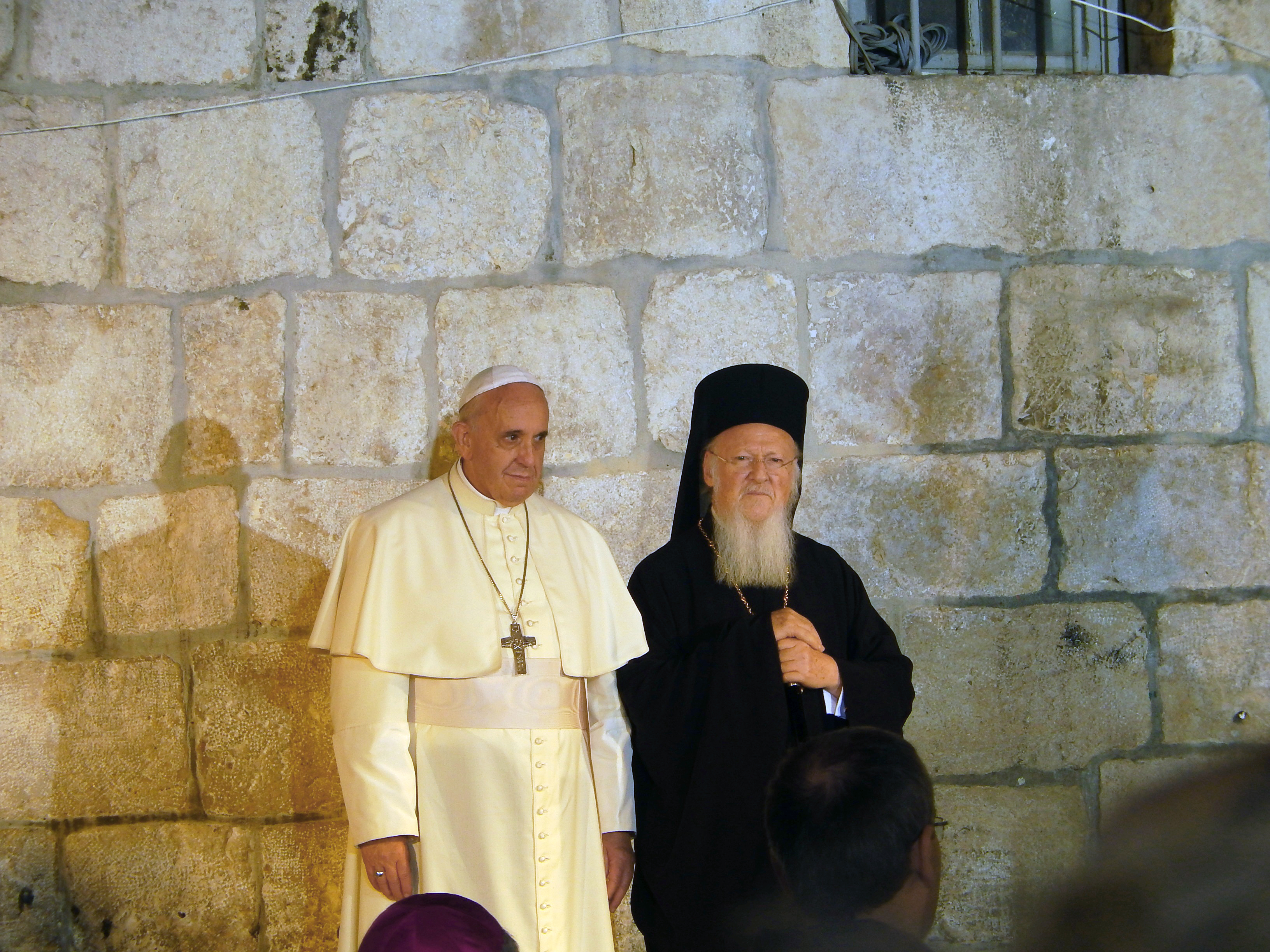
L'évêque de Rome et pape François et le patriarche dans l'église du Saint-Sépulcre de Jérusalem en mai 2014.

Un dialogue interconfessionnel entre l'Église catholique et l'Église orthodoxe existe officiellement depuis les années 1960 en vue d'améliorer leurs relations et de résoudre les différends doctrinaux.
Ce dialogue est mené, pour l'Église orthodoxe, d'une manière unifiée (au sein de la Commission mixte internationale pour le dialogue théologique entre l'Église catholique romaine et l'Église orthodoxe) ou au niveau de chacune des Églises orthodoxes locales.
Le dialogue porte essentiellement sur la théologie fondamentale, à savoir la vie intérieure de la Trinité, en particulier la pneumatologie, mais aussi sur l'ecclésiologie, l'iconologie, la patrologie et la théologie historique.
L'Église catholique reconnait la validité des sacrements de l'Église orthodoxe car la succession apostolique de leurs ministres (évêques en particulier) est réelle et que la compréhension de leur signification est la même, mais la reconnaissance par les Églises orthodoxes des sacrements de l'Église catholique n'est pas unanime,. En raison de l'absence de « communion », il n'est pas possible aux fidèles d'accéder aux sacrements indifféremment dans l'une ou l'autre Église, sauf en cas de nécessité à l'article de la mort.

## Historique

### Déclarations communes

#### Patriarcat œcuménique
- 7 décembre 1965 : abrogation simultanée des excommunications de 1054 par un bref du pape Paul VI au Vatican et un tomos (décret) du patriarche de Constantinople Athénagoras Ier à İstanbul.
- 28 octobre 1967 : déclaration commune du pape Paul VI et du patriarche œcuménique Athénagoras Ier au terme de la visite du patriarche à Rome.
- 30 novembre 1979 : déclaration commune du pape Jean-Paul II et du patriarche œcuménique Dimitrios Ier au terme de la visite du pape au Phanar.
- 7 décembre 1987 : déclaration commune du pape Jean-Paul II et du patriarche œcuménique Dimitrios Ier au terme de la visite du patriarche à Rome.
- Juin 1995 : déclaration commune du pape Jean-Paul II et du patriarche œcuménique Bartholomée Ier à l’occasion de la visite du patriarche à Rome.
- 10 juin 2002 : déclaration commune du pape Jean-Paul II et du patriarche œcuménique Bartholomée Ier sur la sauvegarde de la Création[4].
- 1er juillet 2004 : déclaration commune du pape Jean-Paul II et du patriarche œcuménique Bartholomée Ier au terme de la visite du Patriarche à Rome[5].
- 24 novembre 2004 : communiqué sur la visite du patriarche œcuménique de Constantinople Bartholomée Ier et la remise des reliques de saint Grégoire de Nazianze et saint Jean Chrysostome.
- 27 novembre 2004 : célébration œcuménique pour la remise des reliques de saint Grégoire de Nazianze et saint Jean Chrysostome.
- 30 novembre 2006 : déclaration commune entre le pape Benoît XVI et le patriarche Bartholomée Ier au terme de la visite du pape au Phanar[6].
- 25 mai 2014 : déclaration commune du pape François et du patriarche Bartholomée Ier à Jérusalem à l'occasion du 50e anniversaire de la rencontre entre le pape Paul VI et le patriarche Athénagoras[7].
- 30 novembre 2014 : déclaration commune entre le pape François et le patriarche Bartholomée Ier au terme de la visite du pape au Phanar.

#### Patriarcat orthodoxe d'Antioche
- 27 septembre 2013 : entretien à Rome du patriarche Jean X Yazigi et du pape François.

#### Patriarcat orthodoxe de Roumanie
- 12 octobre 2002 : déclaration commune du pape Jean-Paul II et de Théoctiste , patriarche orthodoxe de Roumanie, à l’occasion de la visite du patriarche à Rome[8].

#### Patriarcat orthodoxe de Bulgarie
- 26 mai 2003 : discours de Jean-Paul II à l'Église orthodoxe de Bulgarie[9].

#### Église orthodoxe de Grèce
- 4 mai 2001 : déclaration commune du pape Jean-Paul II et de Christodoulos , archevêque d’Athènes et de toute la Grèce, à l’occasion du voyage du pape en Grèce.
- 14 décembre 2006 : déclaration commune entre le pape Benoît XVI et Christodoulos, archevêque d’Athènes et de toute la Grèce[10].

#### Patriarcat orthodoxe de Moscou
- Août 2012 : une déclaration de réconciliation a été signée à Varsovie entre le patriarche Cyrille de Moscou et l’archevêque catholique de Przemyśl, Józef Michalik, président de la Conférence épiscopale polonaise.
- 5 février 2016 : dans une déclaration commune, le Saint-Siège et le patriarcat orthodoxe de Moscou annoncent que le pape François et le patriarche Cyrille de Moscou se rencontreront à Cuba le 12 février. Ce sera la première rencontre de l'histoire entre le pape de l'Église catholique et le chef de l'Église orthodoxe russe[11].
- 12 février 2016 : publication, à La Havane, d'une déclaration du pape François et du patriarche Cyrille de Moscou et de toute la Russie[12].

### Réunions de la Commission mixte internationale

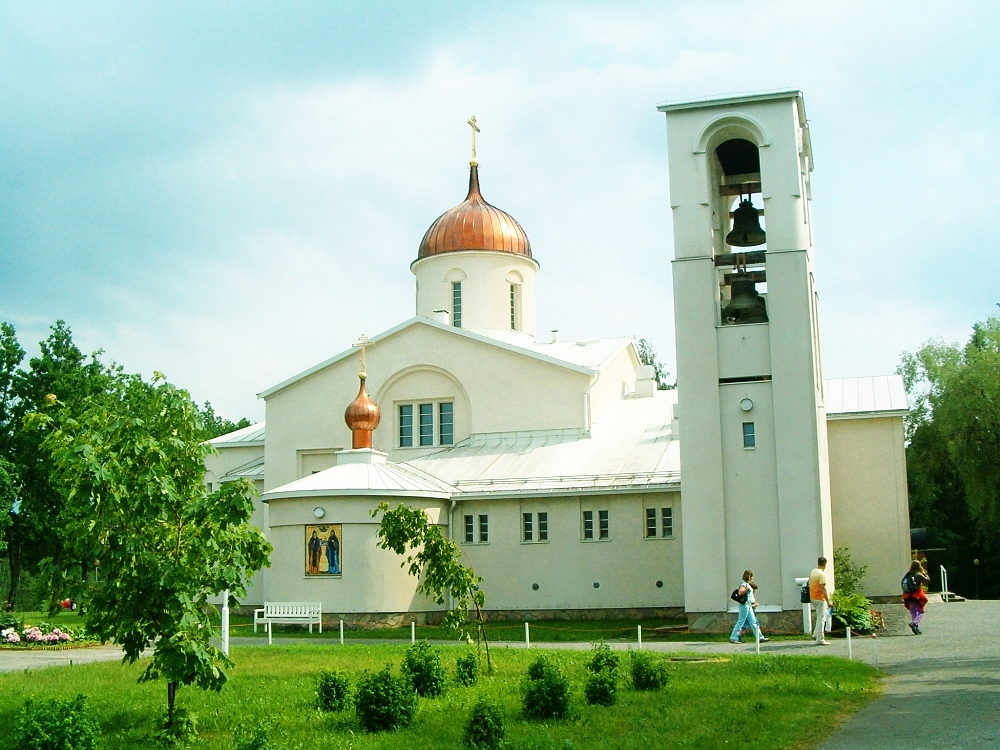
Monastère de Nouveau Valamo en Finlande (Ve Rencontre, 1988)

- 29 mai - 4 juin 1980 : Ire rencontre à Patmos et Rhodes[13]
- 30 juin – 6 juillet 1982 : IIe rencontre à Munich
- 30 mai - 8 juin 1984 : IIIe rencontre à La Canée en Crète
- 29 mai - 7 juin 1986 : IVe rencontre à Bari (1re phase)
- 9 juin - 16 juin 1987 : IVe rencontre à Bari (2e phase)
- 19 juin - 27 juin 1988 : Ve rencontre au monastère de Nouveau Valamo en Finlande
- 6 juin - 15 juin 1990 : VIe rencontre à Freising en Allemagne
- 17 juin - 24 juin 1993 : VIIe rencontre à Balamand au Liban
- 9 juillet - 19 juillet 2000 : VIIIe rencontre à Emmitsburg-Baltimore (Maryland)
- 18 septembre - 25 septembre 2006 : IXe rencontre à Belgrade
- 8 octobre - 14 octobre 2007 : Xe rencontre à Ravenne
- 19 octobre - 22 octobre 2009 : XIe rencontre à Paphos
- 21 septembre - 27 septembre 2010 : XIIe rencontre à Vienne (Autriche)
- 16 septembre - 16 septembre 2016 : XIVe rencontre à Chieti (Italie)[14]